# Szamárbogáncs
A szamárbogáncs (Onopordum acanthium) a fészkesvirágzatúak (Asterales) rendjébe, az őszirózsafélék (Asteraceae) családjába tartozó, eredetileg nyugat-eurázsiai elterjedésű, gyomtársulásokban és legelőkön jellemző, nagytermetű növény. Mint inváziós faj Észak-Amerikában és Ausztráliában is előfordul. Magyarország egész területén gyakori. Tudományos neve görög eredetű, de latin átírású: az Onopordum az onosz (’szamár’) és a pordé (’bélgáz, szellentés’) szavak összetétele, míg az acanthium (görögösen akanthion) jelentése ’kis tövis’. Az elnevezés onnan származik, hogy a népi hiedelem szerint a növény puffadást okoz a szamarakban.

## Leírása
Kifejezetten nagytermetű, 50–300 cm magasra növő, kétéves lágyszárú növény. Az első évben vastag, akár 30 cm-nél hosszabb tápanyagraktározó karógyökeret, illetve viszonylag alacsony tőlevélrózsát fejleszt. A második évben fejlődik ki az impozáns, akár 3 m magasra növő, 1,5 m szélességű, gazdagon elágazó, virágzó hajtásrendszer. Ezen eleinte a hajtáscsúcsokon, terminálisan, később a levélhónaljakban, laterálisan fejlődnek ki a fészekvirágzatok.
A szár átmérője a tövénél akár 10 cm is lehet. A szár és a levelek egyaránt fehéren vagy szürkésen pókhálósak, molyhosak. Az egész száron 2–3 cm széles tövises szárnyak húzódik végig. A levelek 10–50 cm szélesek, változó alakúak, öblös-karéjosak, a száron szélesen lefutók. A levelek szélén erőteljes, akár 15 mm-es tövisek sorakoznak.
A fészekvirágzatok 3–5 cm átmérőjűek. A fészek alján sorakozó fészekpikkelyek ár alakúak, kissé molyhosak, a külsők visszahajlók. A kétivarú virágok pártája világosvörös színű. A megporzás után a virágokból világosbarna bóbitájú kaszattermések fejlődnek, egy növényen 8–40 ezer darab.

## Életmenete és szaporodása
A szamárbogáncs kizárólag magvakkal – pontosabban kaszatterméseivel – szaporodik. A nyáron kihulló magvak az őszi esőzések idején kicsíráznak, és karógyökeret, illetve tőlevélrózsát fejlesztenek, majd a következő évben virágoznak. Kedvező körülmények között a magvak korán csíráznak, így akár egynyárivá is válhatnak.
A növény júniustól szeptemberig virágzik. A fészkekben létrejövő kaszattermések elsősorban széllel terjednek, de az állatok, az ember és a víz is terjesztő lehet. A magvak évtizedekig megőrzik csíraképességüket. A magvak csírázásának feltétele a fény. A magvaknak 0,5 cm-es mélység a legoptimálisabb a csírázáshoz; ha 4,5 cm-nél mélyebben vannak, már nem csíráznak ki.
A szamárbogáncs – ahogy általában a gyomnövények – kifejezetten kedveli a degradációt (zavarást), kompetíciótűrése (versenytűrése) kicsi. Ez az oka, hogy a szamárbogáncs erősen zavart területeken tömegesen elterjed, akár áthatolhatatlan „bozótot” alkotva, majd néhány éven belül eltűnik, fokozatosan átadva a helyét kompetitívebb fajoknak.   

## Elterjedés és élőhely
A szamárbogáncs nyugat-eurázsiai elterjedésű: az Ibériai-félszigettől Kazahsztánig honos, észak felé Közép-Skandináviáig hatol. Európában sem mindenütt őshonos, több országba a 18–20. században hurcolták be (pl. Írország, balti államok). Idegenhonos, olykor inváziós fajként van jelen más kontinenseken: Észak-Amerikában (Egyesült Államok, Kanada), Dél-Amerikában (Argentína), Indiában, Ausztráliában és Új-Zélandon.
A szamárbogáncs kifejezetten szárazságtűrő növény, ezért a száraz nyárú területeket részesíti előnyben, például a mediterrán területeket. Ruderális gyomtársulások növénye, valamint száraz legelőkön és erősen bolygatott helyeken gyakori. Kedveli a homokos és agyagos talajokat, különösen, ha azokban nitrogén halmozódik fel.